# Neal Blewett
Neal Blewett, AC (sinh ngày 24 tháng 10 năm 1933) là một cựu chính khách và nhà ngoại giao Úc. Ông là nghị sĩ Hạ viện từ năm 1977 đến 1994, đại diện khu vực Bộ phận Bonython cho Đảng Lao động Úc (ALP). Ông giữ chức vụ bộ trưởng tại  Chính phủ Hawke và Keat làm Bộ trưởng Bộ Y tế (1983–1987), Dịch vụ Cộng đồng và Sức khỏe (1987–1990), Thương mại và Phát triển ở nước ngoài (1990–1991), và An sinh xã hội (1991–1993). Sau đó, ông phục vụ với tư cách là Cao ủy tại Vương quốc Anh (1994–1998).

## Đời tư
Neal Blewett đã kết hôn 26 năm với Jill Blewett, một nhà viết kịch nổi tiếng người Úc, người có hai con. Jill chết khi cô bị điện giật trong nhà của họ vào tháng 10 năm 1988. Nhân viên điều tra Nam Úc không phát hiện ra rằng cái chết của cô là tình cờLl, và trong cuốn hồi ký A Cabinet Diary năm 1999, Blewett nói rằng vợ ông "đã tự kết liễu đời mình vào tháng 10 năm 1988".
Blewett tiết lộ ông là người đồng tính trong tạp chí The Age's Good Weekend tháng 5 năm 2000, trong đó mô tả mối quan hệ của ông với đối tác lâu dài Robert Brain, người mà ông đã gặp khi còn là sinh viên đại học 50 năm trước. Cặp đôi sống ở Leura ở Blue Mountains, phía tây Sydney. Brain và Blewett chuyển đến cùng nhau vào năm 1989, sau đó Blewett đã kiện thành công một đài phát thanh và hai bác sĩ vì cho rằng ông áp dụng chính sách AIDS sai vì ông là người đồng tính và vì cộng đồng đồng tính nam sẽ không ủng hộ chính sách phù hợp hơn. Người bào chữa cho rằng gọi ai đó là gay không phải là nói xấu, nhưng lập luận này đã bị bác bỏ. Sự phỉ báng là Blewett đã áp đặt chính sách AIDS sai đối với Úc vì ông là người đồng tính và đã từ chối thực hiện hành động đúng mà những người đồng tính nam không thích. Điều này đã được tìm thấy là sai và phỉ báng.